# Franz Anton Zeiller

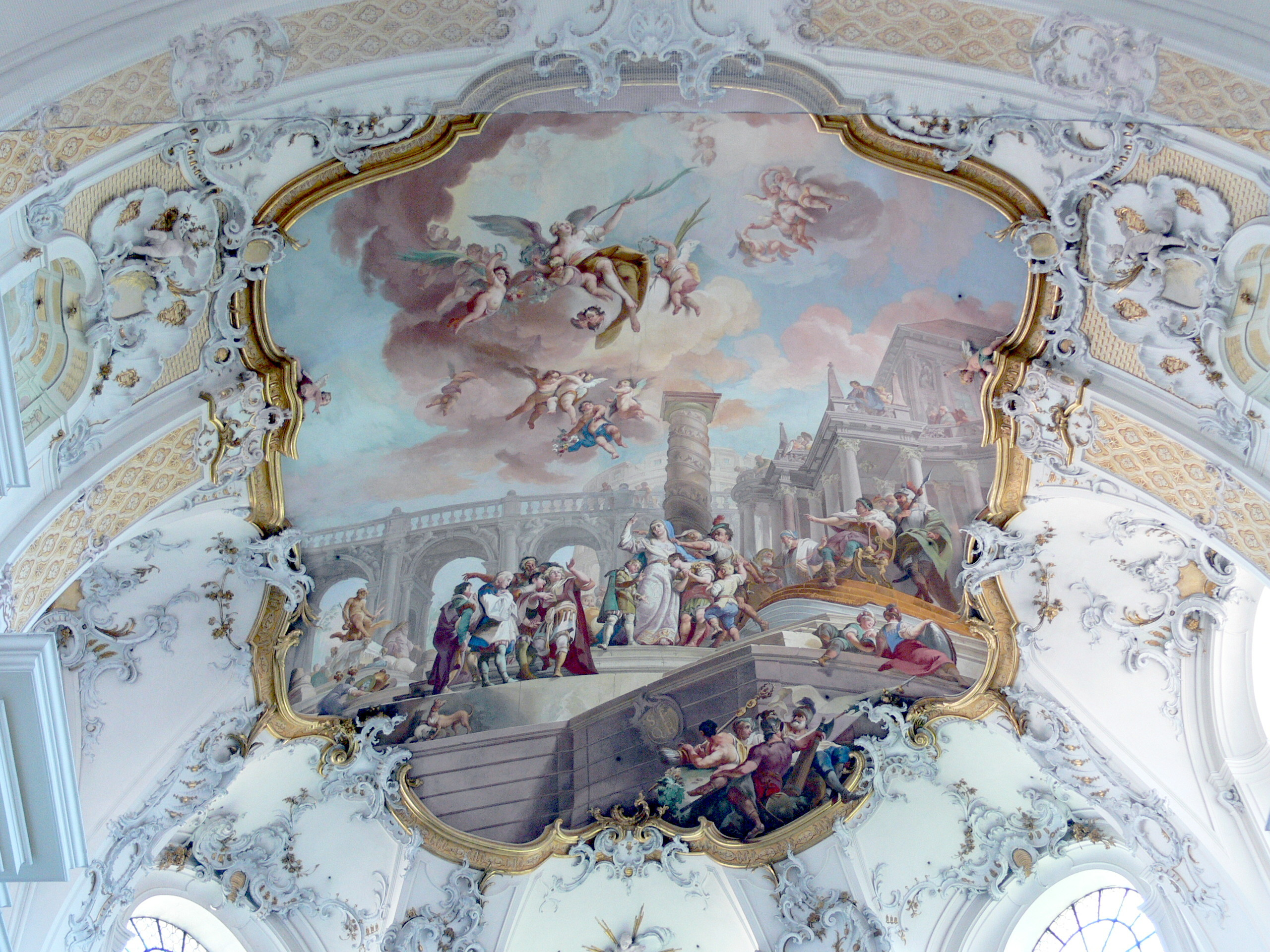
Affreschi nella Basilica di Ottobeuren

Franz Anton Zeiller (Reutte, 3 maggio 1716 – Reutte, 4 marzo 1794) è stato un pittore austriaco.

## Biografia
Fu il figlio di Johann Zeiller; dopo la sua morte ha vissuto per un certo periodo in Italia (Roma e Venezia). Dal 1751 fu attivo in Baviera, soprattutto all'Abbazia di San Magno a Füssen e alla Basilica di Ottobeuren dove compì i suoi capolavori. Dal 1755 invece visse e lavorò in Tirolo, eseguendo soprattutto affreschi, come nelle chiese parrocchiali di Dobbiaco e di Cortina d'Ampezzo.
Fu pittore di corte del Principe-Vescovo di Bressanone a partire dal 1768 quando affrescò le volte della cappella e della Biblioteca antica del Seminario maggiore di Bressanone.